# Nene Nkulu Ilunga
Nene Nkulu Ilunga, née le 25 juin 1978 à Lubumbashi, est une femme politique congolaise. Elle est ministre d’État, ministre de l’Emploi, du Travail et de la Prévoyance sociale au sein du gouvernement Ilunga depuis septembre 2019,
Nene Nkulu occupe le poste de secrétaire générale adjointe du parti politique AFDC, Alliance des forces démocratiques du Congo, sous la direction de Modeste Bahati.

## Biographie

### Formation
Nene est médecin de formation de l’université de Lubumbashi (UNILU) et détentrice de plusieurs brevets en management, en gestion communautaire de VIH, en communication et bien d'autres,.

### Ministre
Élue député nationale de la circonscription de Malemba-Nkulu en 2011, elle est réélue en 2018. Après avoir été commissaire spéciale, elle a aussi exercé les fonctions de vice-gouverneur du Haut-Lomami après les premières élections de gouverneur dans ce coin. Elle devient ministre d'État, ministre de l'Emploi, du Travail et de la Prévoyance sociale en août 2019 jusqu'à ce jour.